# Lissocharis nigrivenata
Lissocharis nigrivenata är en fjärilsart som beskrevs av W. Warren 1900. Lissocharis nigrivenata ingår i släktet Lissocharis och familjen mätare. Inga underarter finns listade i Catalogue of Life.